# Sommer-Paralympics 2024/Teilnehmer (Kamerun)
| stlisierte Goldmedaille | stlisierte Silbermedaille | stlisierte Bronzemedaille |
| ----------------------- | ------------------------- | ------------------------- |
| —                       | —                         | —                         |

Kamerun entsandte für die Paralympischen Spiele 2024 in Paris vier Athletinnen und einen Athleten. Als Fahnenträger bei der Eröffnungsfeier wurden der Leichtathlet Yves Noe Batifi Loumou und die Taekwondoin Marie Antoinnette Dassi ausgewählt.

## Teilnehmer nach Sportart

### Leichtathletik
| Athleten               | Klassifizierung | Wettbewerb  | Vorlauf/Vorkampf | Vorlauf/Vorkampf | Finale      | Finale | Rang |
| Athleten               | Klassifizierung | Wettbewerb  | Zeit/Weite       | Rang             | Zeit/Weite  | Rang   | Rang |
| ---------------------- | --------------- | ----------- | ---------------- | ---------------- | ----------- | ------ | ---- |
| Frauen                 |                 |             |                  |                  |             |        |      |
| Arlette Mawe Fokoa     | F57             | Kugelstoßen | —                | —                | 9,10 m      | 8      | 8    |
| Arlette Mawe Fokoa     | F57             | Diskuswurf  | 21,87 m          | 4                | 23,94 m     | 11     | 11   |
| Männer                 |                 |             |                  |                  |             |        |      |
| Yves Noe Batifi Loumou | T63             | Hochsprung  | —                | —                | 1,77 m (AR) | 6      | 6    |

AR: Area Record

### Powerlifting (Bankdrücken)
| Athleten             | Wettbewerb | Gewicht | Rang |
| -------------------- | ---------- | ------- | ---- |
| Frauen               |            |         |      |
| Thamar Gisele Mengue | bis 73 kg  | 108 kg  | 5    |

### Taekwondo
| Athlet                   | Wettbewerb    | Rang |
| ------------------------ | ------------- | ---- |
| Frauen                   |               |      |
| Guileine Chemogne Teukam | K44 bis 47 kg | 9    |
| Marie Antoinnette Dassi  | K44 bis 65 kg | 5    |